# احتلال ساموا الألمانية
احتلال ساموا الألمانية (بالإنجليزية: Occupation of German Samoa)‏ هي السيطرة على مستعمرة الإمبراطورية الألمانية ساموا الألمانية في المحيط الهادئ. بدأت في أغسطس 1914 مع وصول قوة التدخل السريع من نيوزيلندا تدعى «قوة مشاة ساموا». يمثل هذا العمل العسكري بأنه أول عمل عسكري لنيوزيلندا في الحرب العالمية الأولى.